# Unstoppable (película de 2018)
Unstoppable es una película surcoreana de delito y acción, estrenada el 22 de noviembre de 2018. Protagonizada por Song Ji-hyo y Ma Dong-seok.

## Sinopsis
Dong-chul fue un gánster legendario, pero esta intentando llevar una vida normal. Sin embargo todo cambia cuando su esposa, Ji-soo, es secuestrada.

## Elenco
- Ma Dong-seok como Dong-chul.
- Song Ji-hyo como Ji-soo.[7]
- Kim Sung-oh como Ki-tae.
- Kim Min-jae
- Park Ji-hwan
- Bae Noo-ri
- Kim Soo-jin como una abogada.
- Park Ji-hwan como Choon-sik.[8]

## Producción
La filmación dio inicio el 4 de mayo de 2018 y terminó el 3 de agosto de 2018.